# 櫻坂46 こちら有楽町星空放送局
『櫻坂46 こちら有楽町星空放送局』（さくらざかフォーティーシックス こちらゆうらくちょうほしぞらほうそうきょく）は、ニッポン放送などで放送されているラジオ番組である。櫻坂46の冠番組。略称は「こち星」。

## 概要
当番組は、2016年にラジオ番組『オールナイトニッポン』『オールナイトニッポンR』を欅坂46が担当した際、リスナーの反響が大きかったことから発足した。番組の略称「こち星」は平手友梨奈が命名した。平手がメインパーソナリティを務め、欅坂46や日向坂46（けやき坂46）のメンバーがゲスト出演し、トークを繰り広げる。
2017年9月1日からは、コンビニエンスストアで番組のオフショットや収録風景のブロマイドを入手できるサービスを開始。
2018年3月10日、平手に代わって長濱ねるが2代目メインパーソナリティに就任。同年4月、長崎放送・東北放送でも放送開始。
2019年3月7日、長濱が欅坂46からの卒業を発表。同年3月30日、長濱が当番組から卒業し、4月から尾関梨香が3代目メインパーソナリティに就任することを発表。同年4月、放送時間が日曜 23:30 に変わり、30分に拡大された。
欅坂46が2020年10月14日にグループ名を櫻坂46と改名したのに伴い、2020年10月18日放送回より題名が「櫻坂46――」に変更された。番組ハッシュタグは『#櫻坂46こち星』。
2021年4月、ニッポン放送に限り、『ミューコミVR』の開始に伴って、放送時間が日曜23:00に30分繰り上げて移動。更に和歌山、北海道でも放送を開始した。
2022年5月8日の放送にて、尾関が同年5月いっぱいで約3年間務めてきた番組パーソナリティを卒業することが発表された。
2022年5月29日の放送をもって尾関がメインパーソナリティを卒業し、この日の放送で4代目メインパーソナリティに井上梨名が就任することが発表された。

## コーナー
櫻坂46 こちら有楽町星空放送局
ホシオタ紹介

身の回りで起きた些細な出来事、こんな事があったんだけどメンバーはどう思う?というような質問を櫻坂46メンバーが星のようなキラキラ加減で読んでいく。メールの件名は「ホシオタ」。
ガラポンテーマトーク!
櫻坂46メンバーがガラポンをくるりん!と回し、ポテン!と落ちてきたテーマで話していく。メールの件名に「ガラポン」と書き、話してほしいトークテーマを投稿する。
こちほシンクロ
リスナーから送られたシンプルな質問に「せーの」で答えて、出演メンバーの相性を測っていく。メールの件名は「シンクロ」。
ぼくワタシの「手トンカチ」エピソード
上村莉菜に特化した企画。手にタオルを巻きつけた“手トンカチ”で収納棚を組み立てたことがある上村のような「ムチャ」「豪快」「マジかそれ!」といったエピソードを紹介する。メールの件名は「手トンカチ」。
声色櫻坂
まだ何色にも染まっていない櫻坂46メンバーが、なんの特徴もないアナウンスに“感情”を乗せて読んでいく企画。メールの件名に「声色」と書き、櫻坂46メンバーが文面に乗せる“感情”のリクエストを投稿する。
櫻50音表
リスナーから送られた“あるシチュエーション”と“その場面に適した（リスナーが思う）正解のセリフ”に出演メンバー2人がクイズ形式で答えていく。ゆくゆくは50音全部揃えて、櫻坂46ならではの50音表を作成する企画。メールの件名は「50音」。
ラジオLIVE MC!
櫻坂46メンバーのMCスキルをアップさせるための企画。MC担当メンバーは他メンバーに「質問」や「話題」を投げかけて話を広げていく。メールの件名に「MC」と書き、「質問・話題メール」と「LIVEで聴きたい楽曲」を投稿する。
ほか

### 過去のコーナー
欅坂46 こちら有楽町星空放送局
ピピ、ピポピピーピ〜〜〜♪
欅坂46のメンバーが、リスナーのちょっぴりヘコんじゃった実体験を、悲しげで儚げな番組エンディングテーマにのせて紹介する。
はいっ! こちら、こち星捜査一課!
デカ長・平手友梨奈と捜査員・欅坂46のメンバーが、リスナーから寄せられた欅坂46のまつわる小さな情報「タレコミ」の真偽について捜査する。メールの件名に「タレコミ」と書いて投稿する。
オダナナ最高川柳
欅坂46のメンバーが、リスナーから織田奈那に対して寄せられた胸から溢れ出る「オダナナ最高!」なキモチを「5・7・5」の川柳にして紹介する。
ジャッジ! サイレントマジョリティー
欅坂46メンバーが、物言わぬ多数派を意味する欅坂46の1stシングル「サイレントマジョリティー」にちなみ、人前で意見を言うことが苦手なリスナーに代わって声を大にして主張する。メールの件名に「ジャッジ」と書いて投稿する。2016年12月31日の放送で一旦はコーナーが終了したが、2017年12月8日の放送で復活した。
べりかクイズ! ぺぺぺのぺーのぺー!
渡辺梨加が、最近の世の中の出来事についてどんな感想を抱いたのかを当てるクイズを出題する。
メモリーソングリクエスト
リスナーから寄せられた、自分の思い出と関係する欅坂46・櫻坂46のナンバーを掛ける。番組名改称までは「欅――」と冠されていた。

## 出演者

### パーソナリティ
- 井上梨名︰4代目メインパーソナリティ[14]。尾関の番組卒業に伴い、2022年6月5日の放送回よりレギュラー出演開始[14]。

### 代演パーソナリティ
- 井上梨名：欠席の尾関の代わりに出演、2020年11月29日・12月6日と[26][27]、2021年4月25日・5月2日・9日・16日の放送回を担当[28][29][30][31]。
- 松田里奈：欠席の尾関の代わりに出演、2021年5月23日・30日・6月6日・13日の放送回を担当[32][33][34][35]。
- 小林由依：欠席の尾関の代わりに出演、2021年6月20日・27日・7月4日・11日の放送回を担当[36][37][38][39]。
- 田村保乃：欠席の尾関の代わりに出演、2021年7月18日・25日・8月1日・8日の放送回を担当[40][41][42][43]。
- 石森璃花：欠席の井上の代わりに出演、2023年12月3日・10日放送分[44][45]。

### 歴代パーソナリティ
- 平手友梨奈：初代メインパーソナリティ[2]。その他、平手が欠席の際は欅坂46のメンバーが週替わりで出演していた[要出典]。
- 長濱ねる：2代目メインパーソナリティ[46]。2017年12月9日の放送回より欠席の平手の代わりに毎週出演し、2018年3月10日の放送回から正式にメインパーソナリティに就任[46]。グループ卒業表明を受けて2019年3月30日の放送回を最後に降板[8]。
- 尾関梨香︰3代目メインパーソナリティ[47]。欠席の長濱の代わりに出演し、2019年3月2日の放送回からは毎週出演しており、長濱の番組卒業に伴い[注 1]、同年4月から正式にメインパーソナリティに就任[8]。2021年5月7日に体調不良による休養が発表。同年4月25日以降の放送回は欠席[49]。同年7月より活動再開[50]、同年8月8日の放送回にパートナーとして3か月ぶりに出演[51][52]。同年8月15日の放送からメインパーソナリティに復帰[53]。2022年5月29日の放送をもって番組卒業[13][14]。

## 放送時間
現在のネット局
| 放送期間        | 放送日時           | 放送局       | 対象地域   | 備考     |
| --------------- | ------------------ | ------------ | ---------- | -------- |
| 2016年4月2日 -  | 日曜 23:00 - 23:30 | ニッポン放送 | 関東広域圏 | 制作局   |
| 2016年10月1日 - | 金曜 23:00 - 23:30 | ラジオ福島   | 福島県     | [ 注 3 ] |
| 2017年4月8日 -  | 土曜 21:30 - 22:00 | 秋田放送     | 秋田県     | [ 注 4 ] |
| 2018年10月6日 - | 土曜 19:00 - 19:30 | 福井放送     | 福井県     | [ 注 5 ] |
| 2021年4月3日 -  | 土曜 22:00 - 22:30 | 和歌山放送   | 和歌山県   |          |
| 2025年2月2日 -  | 日曜 23:00 - 23:30 | ラジオ沖縄   | 沖縄県     | [ 注 6 ] |
| 2025年2月5日 -  | 水曜 22:00 - 22:30 | 岐阜放送     | 岐阜県     | 独立局   |

過去のネット局
| 放送期間 | 放送日時                     | 放送局     | 対象地域      | 備考      |
| --- | ---------------------------- | ---------- | ------------- | --------- |
| 2016年9月26日 - 2017年3月27日                                                                                    | 月曜 21:35 - 21:55           | 茨城放送   | 茨城県        |           |
| 2018年4月8日 - 2020年3月29日                                                                                     | 日曜 22:30 - 23:00           | 東北放送   | 宮城県        | [ 注 8 ]  |
| 2018年4月9日（8日深夜）- 2020年9月28日（27日深夜）                                                               | 月曜 0:00 - 0:30（日曜深夜） | 長崎放送   | 長崎県 佐賀県 | [ 注 9 ]  |
| 2018年10月6日 - 2020年9月26日                                                                                    | 土曜 18:30 - 19:00           | 静岡放送   | 静岡県        | [ 注 10 ] |
| 2018年10月7日 - 2019年3月31日                                                                                    | 日曜 22:40 - 23:00           | 北海道放送 | 北海道        |           |
| 2019年4月9日 - 9月24日                                                                                           | 火曜 21:00 - 21:30           | 山梨放送   | 山梨県        |           |
| 2019年4月13日 - 9月28日                                                                                          | 土曜 21:30 - 22:00           | 信越放送   | 長野県        |           |
| 2019年4月14日 - 9月29日                                                                                          | 日曜 21:30 - 22:00           | 宮崎放送   | 宮崎県        |           |
| 2019年10月6日 - 2020年6月28日                                                                                    | 日曜 23:30 - 24:00           | 山形放送   | 山形県        | [ 注 11 ] |
| 2017年4月3日 - 2022年3月14日                                                                                     | 月曜 20:30 - 21:00           | 新潟放送   | 新潟県        | [ 注 12 ] |
| 2021年9月29日 - 2023年3月29日                                                                                    | 水曜 21:30 - 22:00           | 大分放送   | 大分県        |           |
| 2019年4月14日 - 9月29日 2020年4月5日 - 2020年9月27日 2022年9月30日 - 2023年3月31日 2023年10月4日 - 2024年3月27日 | 水曜 21:00 - 21:30           | 青森放送   | 青森県        | [ 注 13 ] |
| 2021年4月5日（4日深夜）- 2024年4月1日（31日深夜）                                                                | 月曜 0:30 - 1:00（日曜深夜） | STVラジオ  | 北海道        | [ 注 14 ] |

## 音楽
オープニング
「Someday Somewhere」（本間勇輔）
エンディング
帰り道（栗コーダーカルテット）
挿入歌
昆布の楽しい思い出（荻野清子）
ダニーさんの災難（荻野清子）
私を助けてくれたのは誰（服部隆之）
The Power of Wishes（Walter Murphy）

## 放送日程
放送日は、原則としてニッポン放送に準拠。

## スポンサー
現在
- ユニゾンエアー（2019年10月13日 - ）[205]

過去
- JAみっかび（2016年12月3日 - 2017年2月25日）
- 欅のキセキ（2017年10月7日 - 2019年10月6日）
- CHAP UP育毛剤（2021年4月18日 - 12月26日）
- スマートニュース（2022年3月6日 - 5月29日）[注 38]
- イオンカード（2019年12月1日 - 2022年3月27日、2022年6月5日 - 遅くとも2023年）

## スタッフ
- ディレクター：舟崎彩乃

## 備考
- メールを採用された全員に番組ノベルティグッズ「こちステ」（ステッカー）[207]、採用された人の中から毎週1人に「こちペン」（ボールペン）がプレゼントされる[208]。
- 放送日が日曜日になってからの聴取率調査週間の日は、当番組と『ももいろクローバーZ ももクロくらぶxoxo』、『＃みちょパラ』でキーワードクイズを実施している。